# Mistrzostwa Świata w Piłce Nożnej 2018 (eliminacje strefy CAF)/Grupa C

## Grupa C
| Lp. | Drużyna                  | M | Mecze | Mecze | Mecze | Bramki | Bramki | Bramki | Pkt |
| Lp. | Drużyna                  | M | W     | R     | P     | +      | −      | +/−    | Pkt |
| --- | ------------------------ | - | ----- | ----- | ----- | ------ | ------ | ------ | --- |
| 1.  | Maroko                   | 6 | 3     | 3     | 0     | 11     | 0      | +11    | 12  |
| 2.  | Wybrzeże Kości Słoniowej | 6 | 2     | 2     | 2     | 7      | 5      | +2     | 8   |
| 3.  | Gabon                    | 6 | 1     | 3     | 2     | 2      | 7      | −5     | 6   |
| 4.  | Mali                     | 6 | 0     | 4     | 2     | 1      | 9      | −8     | 4   |

## Mecze
| 8 października 2016 20:00 CEST | Wybrzeże Kości Słoniowej · Kodjia 26' · S. Coulibaly 31' (sam.) · Gervinho 34' | 3:1(3:1)Raport | Mali · 18' S. Yatabaré | Stade Bouaké, Bouaké Widzów: 23 400 Sędzia: Joshua Bondo |
|                                |                                                                                |                |                        |                                                          |

| 8 października 2016 18:30 CEST | Gabon | 0:0(0:0)Raport | Maroko | Stade de Franceville, Franceville Widzów: 16 000 Sędzia: Hamada Nampiandraza |
|                                |       |                |        |                                                                              |

| 12 listopada 2016 19:30 CET | Mali | 0:0(0:0)Raport | Gabon | Stade 26 mars, Bamako Widzów: 25 000 Sędzia: Janny Sikazwe |
|                             |      |                |       |                                                            |

| 12 listopada 2016 21:00 CET | Maroko | 0:0(0:0)Raport | Wybrzeże Kości Słoniowej | Stade de Marrakech, Marrakesz Widzów: 40 000 Sędzia: Bernard Camille |
|                             |        |                |                          |                                                                      |

| 1 września 2017 22:00 CEST | Maroko · Ziyech 19' (k), 60' · Boutaïb 27' · Hakimi 72' · Belhanda 80' · Mahi 88' | 6:0(2:0)Raport | Mali | Stade Moulay Abdellah, Rabat Widzów: 42 000 Sędzia: Sidi Alioum |
|                            |                                                                                   |                |      |                                                                 |

| 2 września 2017 18:00 CEST | Gabon | 0:3(0:0)Raport | Wybrzeże Kości Słoniowej · 53' Gradel · 77', 83' Doumbia | Stade d'Angondjé, Libreville Widzów: 20 000 Sędzia: Bamiak Tessema Weyesa |
|                            |       |                |                                                          |                                                                           |

| 5 września 2017 19:30 CEST | Wybrzeże Kości Słoniowej · Cornet 58' | 1:2(0:2)Raport | Gabon · 20' Méyé · 30' Lemina | Stade Bouaké, Bouaké Widzów: 12 948 Sędzia: Malang Diedhiou |
|                            |                                       |                |                               |                                                             |

| 5 września 2017 21:00 CEST | Mali | 0:0(0:0)Raport | Maroko | Stade 26 mars, Bamako Widzów: 20 000 Sędzia: Hamada Nampiandraza |
|                            |      |                |        |                                                                  |

| 6 października 2017 21:00 CEST | Mali | 0:0(0:0)Raport | Wybrzeże Kości Słoniowej | Stade 26 mars, Bamako Widzów: 8 960 Sędzia: Hélder Martins de Carvalho |
|                                |      |                |                          |                                                                        |

| 7 października 2017 21:00 CEST | Maroko · Boutaïb 38', 56', 71' | 3:0(1:0)Raport | Gabon | Stade Mohamed V, Casablanca Widzów: 45 000 Sędzia: Victor Gomes |
|                                |                                |                |       |                                                                 |

| 11 listopada 2017 18:30 CET | Wybrzeże Kości Słoniowej | 0:2(0:2)Raport | Maroko · 24' Dirar · 30' Benatia | Stade Felix Houphouet-Boigny, Abidżan Sędzia: Bakary Gassama |
|                             |                          |                |                                  |                                                              |

| 11 listopada 2017 15:30 CET | Gabon | 0:0(0:0)Raport | Mali | Stade de Franceville, Franceville Sędzia: Gehad Grisha |
|                             |       |                |      |                                                        |